# Sodomka
La Sodomka (Carrosserie Sodomka) fu un'azienda di carrozzerie cecoslovacca fondata da Josef Sodomka a Hohenmauth (Vysoké Mýto). L'azienda fu rifondata come Karosa sotto il regime comunista.

## Storia
Fondata nel 1895 da Josef Sodomka in Boemia, la Sodomka inizialmente costruiva carrozze. Presto si indirizzò verso il nascente mercato delle carrozzerie per automobili. Nel 1925 carrozzò una Praga Mignon. Dal 1926 costruì anche autocarri. Nel 1928 produsse il suo primo autobus, mentre nel 1936 la prima roulotte.
Sodomka lavorò anche per Aero, Laurin & Klement, Škoda, Praga e Tatra e per la Mercedes-Benz e Rolls-Royce.
Dopo la seconda guerra mondiale fece una carrozzeria Cabriolet sulla base della Mercedes-Benz 170. Nel 1948 l'azienda venne statalizzata sotto il regime comunista  e rinominata Karosa n. p..
Specializzandosi in autobus, filobus per Škoda, nel 1962 viene acquisita la ceca THZ. Dal 1982 coopera con LIAZ.
Nel 1993 la Renault V.I. acquisisce il 34% dell'azienda e nel 1998 la maggioranza. Con Iveco, Renault nel 1999 crea Irisbus con il 94% di Karosa.

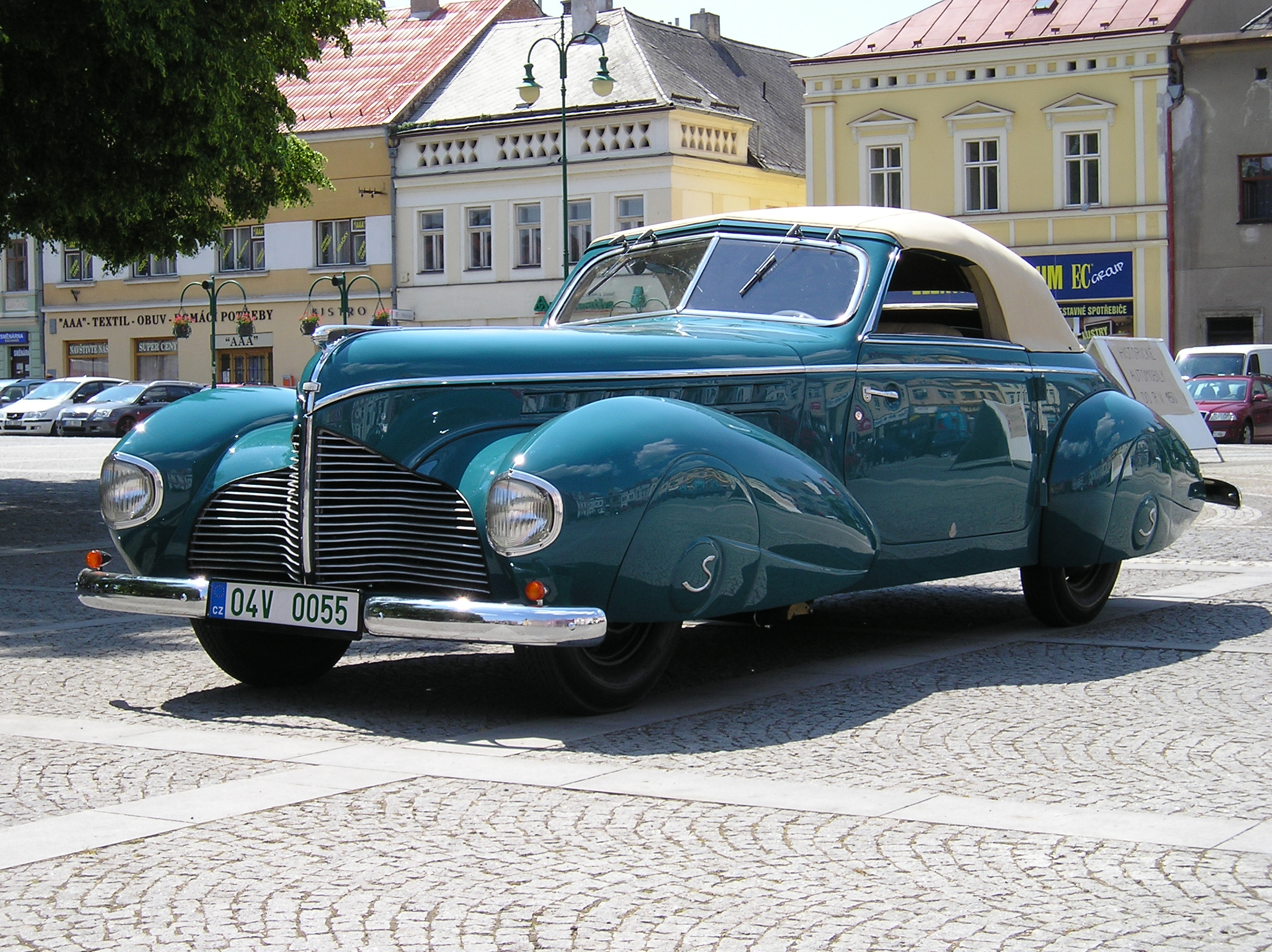
Aero 50 con carrozzeria Sodomka
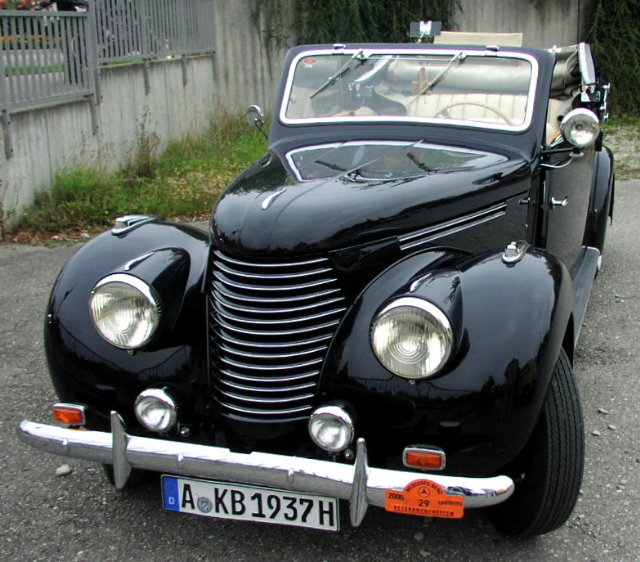
Mercedes-Benz 170 V con carrozzeria Sodomka